# Tony Dungy
Anthony Kevin Dungy, detto Tony (Jackson, 6 ottobre 1955), è un ex giocatore di football americano e allenatore di football americano statunitense che ha allenato i Tampa Bay Buccaneers dal 1996 al 2001 e gli Indianapolis Colts dal 2002 al 2008, guidandoli alla vittoria del Super Bowl nel 2006. Nel 2016 è stato inserito nella Pro Football Hall of Fame.

## Carriera da allenatore

### Tampa Bay Buccaneers
Dungy fu assunto come capo-allenatore dei Tampa Bay Buccaneers, una franchigia da molti anni in difficoltà, il 22 gennaio 1996. Malgrado l'avere terminato con un record di 6-10 nella sua prima stagione, la squadra mostrò segnali positivi. Nel 1997, i Buccaneers vinsero le prime cinque partite, la loro migliore partenza dal 1979. Alla fine si classificarono secondi nella NFC Central division, nella prima stagione con un record positivo della squadra dal 1982. Nell'ultima gara della storia al Tampa Stadium, i Bucs sconfissero i Detroit Lions centrando quella che fu solamente la seconda vittoria della storia della franchigia nei playoff. Furono eliminati nel turno successivo dai Green Bay Packers campioni in carica.
Anche se i Bucs mancarono di poco i playoff nel 1998, si rifecero nel 1999 vincendo il loro primo titolo di division da 1979, venendo poi eliminati dai St. Louis Rams nella finale della NFC. Raggiunsero i playoff anche nel 2000 e 2001, venendo sempre eliminati nel primo turno dai Philadelphia Eagles. I Bucs furono rallentati da diversi cambiamenti nel ruolo di coordinatore offensivo: il quarterback Shaun King dovette lavorare con tre diversi coordinatori in tre anni. Dungy fu licenziato il 14 gennaio 2002 a causa delle ripetute sconfitte nei playoff. Inoltre, il proprietario Malcolm Glazer riteneva l'attacco della squadra troppo conservativo. Dungy divenne il primo allenatore a lasciare la squadra con un record positivo.
La stagione successiva, i Buccaneers vinsero il Super Bowl XXXVII, alla prima apparizione nella gara per il titolo. Anche se Dungy fu licenziato prima della stagione e sostituito con Jon Gruden, egli è accreditato per avere costruito una squadra da titolo.

### Indianapolis Colts
Il 22 gennaio 2002, Dungy fu assunto come capo-allenatore degli Indianapolis Colts, una squadra che poteva contare su un attacco di livello ma su una debole difesa. Nei suoi primi anni faticò a sistemare il reparto difensivo dei Colts, ottenendo risultati misti nei playoff. Nel suo primo anno la squadra fu battuta 41–0 dai New York Jets nel primo turno di playoff, mentre fu eliminata dai New England Patriots sia nel 2003 (nella finale della AFC) che nel 2004 (nel secondo turno). Dungy firmò per altri tre anni nell'ottobre per un valore di 5 milioni di dollari.

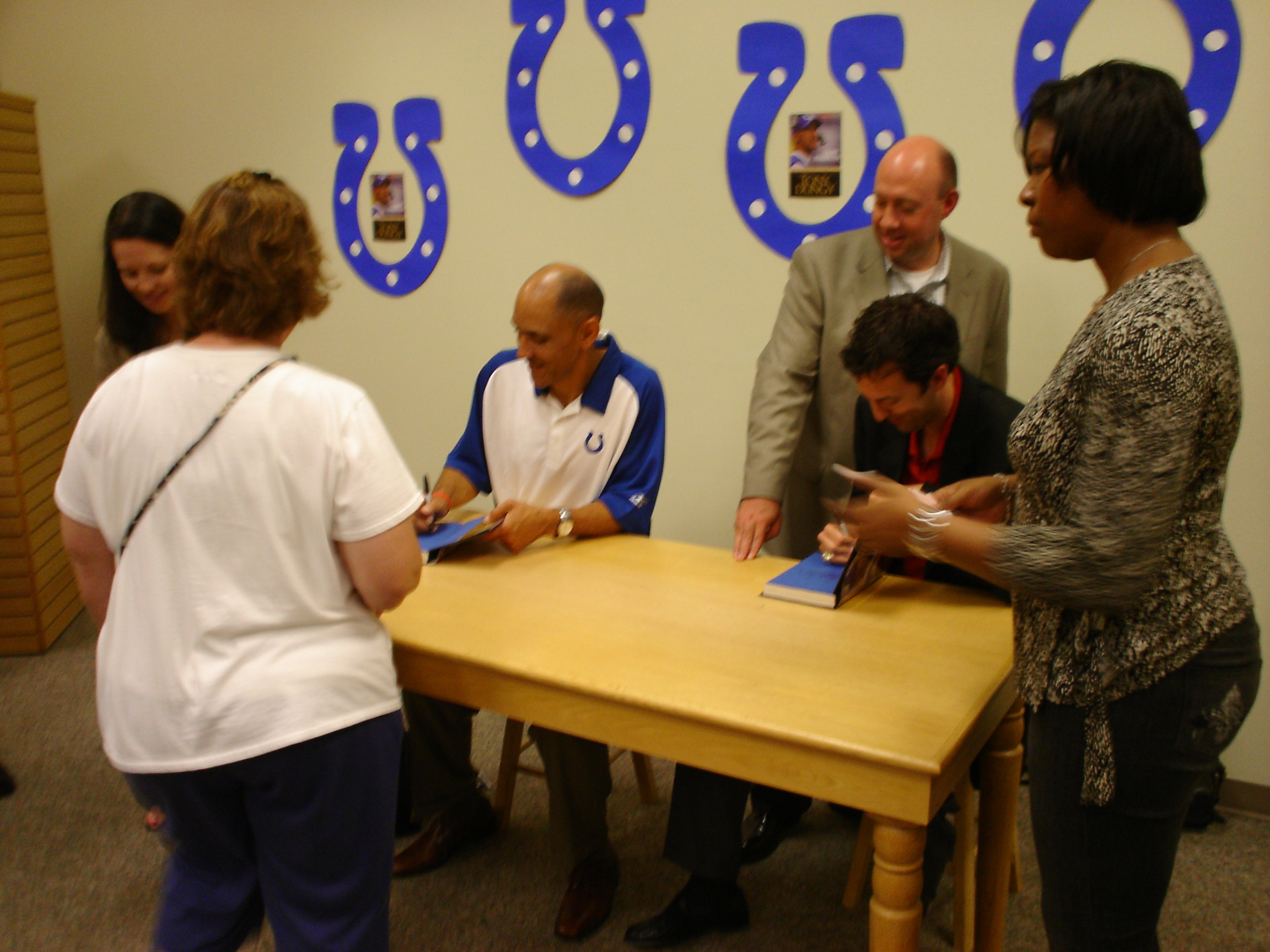
Tony Dungy nel luglio 2007.

Largamente attesa per essere una contendente al Super Bowl nel 2005, la squadra vinse le prime tredici partite, garantendosi il vantaggio del fattore campo nei playoff. Dopo una sconfitta nella settimana 14 contro i San Diego Chargers, la squadra fece riposare molti titolare nelle due gare successive. Nel primo turno di playoff però, Indianapolis fu subito eliminata dai Pittsburgh Steelers.

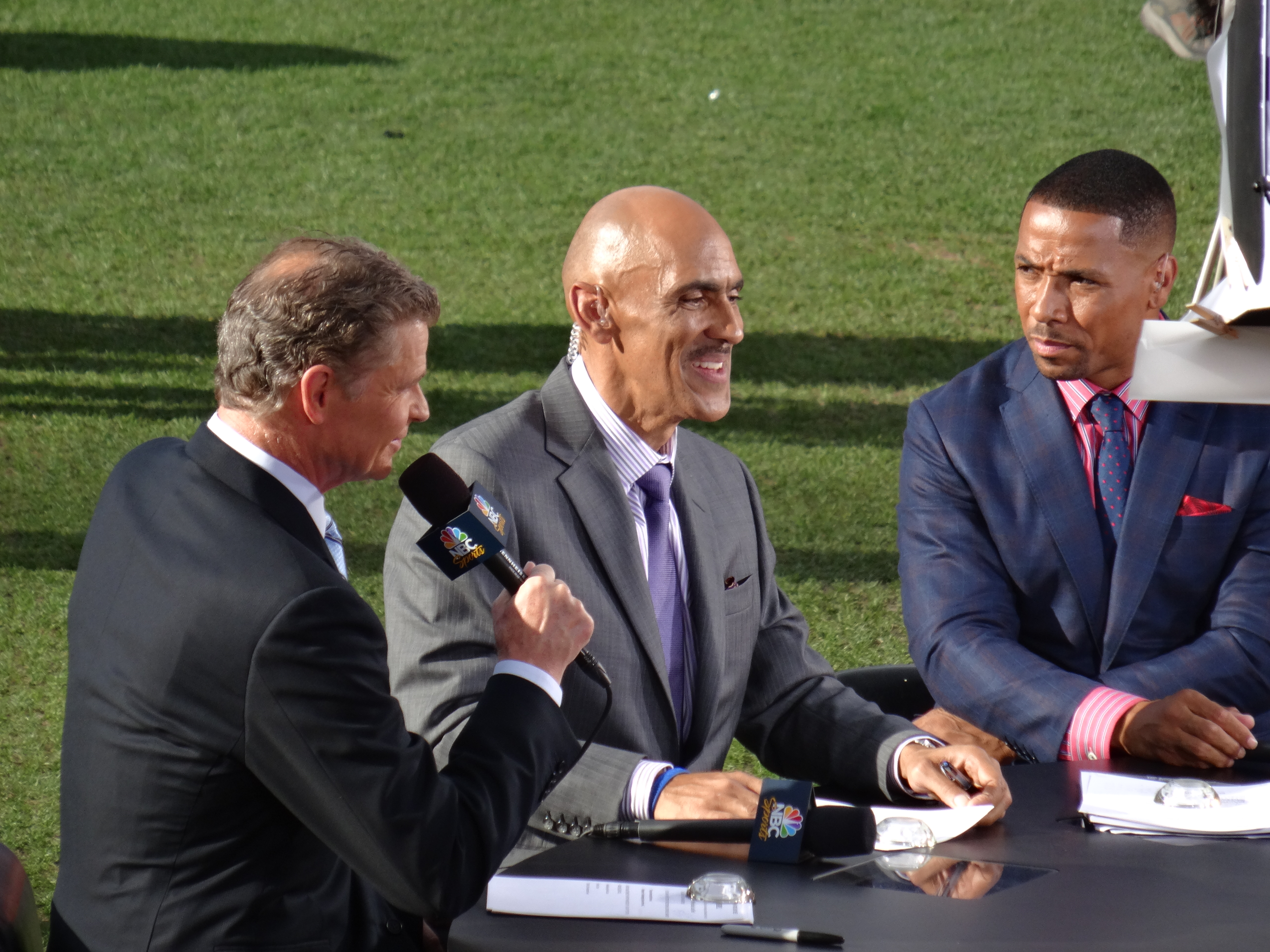
Dungy (al centro) con Dan Patrick e Rodney Harrison in una telecronaca a Denver nel settembre 2013.

La corsa nei playoff dei Colts del 2006 fu caratterizzata da un marcato miglioramento in difesa. Batterono nell'ordine Kansas City Chiefs, i favoriti Baltimore Ravens e i Patriots nella finale della AFC dopo essere stati in svantaggio per 21-3. Dungy e il suo amico Lovie Smith dei Chicago Bears diventarono nello stesso anno i primi due allenatori afroamericani a portare la loro squadra al Super Bowl. Il 4 febbraio 2007, Dungy e Colts vinsero il Super Bowl XLI 29–17 al Dolphins Stadium di Miami.
IL 23 dicembre 2007, con una vittoria sugli Houston Texans, Dungy vinse la sua gara numero 72 con la squadra, superando Don Shula e diventando l'allenatore più vincente della storia dei Colts. Nel 2008, Indianapolis vinse 12 gare nella stagione regolare, incluse 9 consecutive ma fu eliminata a sorpresa dai Chargers ai supplementari nel primo turno di playoff. Fu l'ultima stagione da allenatore di Dungy che optò per il ritiro, diventando un analista televisivo.

## Palmarès
Giocatore
- Super Bowl : 1

Pittsburgh Steelers: Super Bowl XIII
- American Football Conference Championship: 1

Pittsburgh Steelers: 1978
Allenatore
- Super Bowl : 1

Indianapolis Colts: Super Bowl XLI
- American Football Conference Championship: 1

Indianapolis Colts: 2006
- Formazione ideale della NFL degli anni 2000
- Pro Football Hall of Fame (Classe del 2016)
- Indianapolis Colts Ring of Honor (Classe del 2010)